# Batracomorphus gressitti
Batracomorphus gressitti är en insektsart som beskrevs av Knight 1983. Batracomorphus gressitti ingår i släktet Batracomorphus och familjen dvärgstritar. Inga underarter finns listade i Catalogue of Life.